# EuroVelo 13
Pot železne zavese (ICT), znana tudi kot EuroVelo 13 (EV13), je kolesarska pot na dolge razdalje po poti nekdanje železne zavese, od Barentsovega do Črnega morja. Dolga je 10.550 km. Med hladno vojno (okoli 1947–1991) je železna zavesa začrtala mejo med komunističnim vzhodom in kapitalističnim zahodom, pri čemer so bile vzhod države Varšavskega pakta sovjetskega bloka, zahod pa države Nata.
ICT je mogoče prehoditi tudi kot pot na dolge razdalje.

## Pregled
Številni deli ICT so bili dokončani do leta 2013, zlasti v osrednjem delu, kot je večina nemškega odseka in ob češki meji.
Pot železne zavese, ki je tesno povezana s projektom Evropskega zelenega pasu, je bila vodena kot trije projekti:
- Severni del v dolžini več kot 4127 km od Barentsovega morja, vzdolž finsko-ruske meje, vzdolž baltske obale, do nemško-poljske meje.
- Osrednji del poteka naravnost skozi Nemčijo, po stari meji med Vzhodno in Zahodno Nemčijo. Nato sledi trenutnim mejam Češke–Avstrije, Avstrije–Slovaške, Avstro–Ogrske in Slovenije v razdalji 2.179 km (1.354 mi).
- Južni del potuje 1335 km ob mejah Hrvaške, Srbije, Romunije, Bolgarije, Makedonije, Grčije in Turčije do Črnega morja.

## Razvoj
V projekt poti železne zavese je vključenih 20 držav, med njimi je 14 članic Evropske unije.
Za ICT je lobiral evropski poslanec nemške zelene stranke Michael Cramer. Poti so bile oblikovane in prilagojene kolesarjenju s pomočjo in financami Evropske unije, s postavljenimi zgodovinskimi kažipoti in oznakami.